# Президент Пакистана
Президент Пакистана (урду صدر مملکت‎) — глава государства Пакистан. Согласно конституции президент избирается коллегией выборщиков сроком на пять лет. В коллегию выборщиков входят депутаты Национальной ассамблеи, члены Сената, а также парламентов четырёх провинций. Президент может быть переизбран, но не больше чем два раза подряд. Против президента может быть задействована процедура импичмента с последующей его отставкой, в случае если за это проголосует две трети парламента.
В условиях парламентской республики пакистанский президент является лишь номинальным государственным лидером, а премьер-министр обладает гораздо бо́льшими полномочиями. Однако президенты Пакистана часто играли ключевую роль в разрешении конституционных кризисов страны.
Текущая конституция даёт президенту право распускать Национальную Ассамблею, назначая новые выборы, и право отправлять в отставку премьер-министра, хотя на эти решения может быть наложено вето Верховного суда. Президент также возглавляет Совет национальной безопасности и является главнокомандующим вооружённых сил страны.
В апреле 2010 года президент Пакистана Асиф Али Зардари подписал поправки к конституции, ограничивающие его полномочия. В соответствии с подписанными президентом поправками к основному закону страны, глава государства лишится возможности увольнять премьер-министра, назначать глав военного командования, самовольно распускать парламент и вводить режим чрезвычайного положения.

## Список президентов Пакистана
Беспартийные
 Мусульманская лига
 Пакистанская народная партия
 Пакистанская мусульманская лига (Н)
 Пакистанская мусульманская лига (К)
и. о. — исполняющий обязанности.
| №     | Портрет | Имя / (годы жизни)                                                     | начало правления      | конец правления       | партия                              |
| ----- | ------- | ---------------------------------------------------------------------- | --------------------- | --------------------- | ----------------------------------- |
| 1     |         | Искандер Мирза اسکندر مرزا Iskander Mirza (1899—1969)                  | 23 марта 1956 года    | 27 октября 1958 года  | Мусульманская лига                  |
| 2     |         | Мухаммед Айюб Хан ایوب خان Ayub Khan (1907—1974)                       | 27 октября 1958 года  | 25 марта 1969 года    | Мусульманская лига                  |
| 3     |         | Ага Мухаммед Яхья Хан یحییٰ خان Yahya Khan (1917—1980)                  | 25 марта 1969 года    | 20 декабря 1971 года  | Беспартийный                        |
| 4     |         | Зульфикар Али Бхутто ذوالفقار علی بھٹو Zulfikar Ali Bhutto (1928—1979) | 20 декабря 1971 года  | 13 августа 1973 года  | Пакистанская народная партия        |
| 5     |         | Фазал Илахи Чоудхури فضل الہی چوہدری Fazal Ilahi Chaudhry (1904—1982)  | 13 августа 1973 года  | 16 сентября 1978 года | Пакистанская народная партия        |
| 6     |         | Мухаммед Зия Уль Хак محمد ضیاء الحق Muhammad Zia-ul-Haq (1924—1988)    | 16 сентября 1978 года | 17 августа 1988 года  | Беспартийный                        |
| 7     |         | Гулам Исхак Хан غلام اسحاق خان Ghulam Ishaq Khan (1915—2006)           | 17 августа 1988 года  | 18 июля 1993 года     | Беспартийный                        |
| и. о. |         | Васим Саджад وسیم سجاد Wasim Sajjad (род. в 1941)                      | 18 июля 1993 года     | 14 ноября 1993 года   | Пакистанская мусульманская лига (К) |
| 8     |         | Фарук Легари فاروق احمد خان لغاری Farooq Leghari (1940—2010)           | 14 ноября 1993 года   | 2 декабря 1997 года   | Пакистанская народная партия        |
| и. о. |         | Васим Саджад وسیم سجاد Wasim Sajjad (род. в 1941)                      | 2 декабря 1997 года   | 1 января 1998 года    | Пакистанская мусульманская лига (К) |
| 9     |         | Рафик Тарар رفیق تارڑ Muhammad Rafiq Tarar (1929—2022)                 | 1 января 1998 года    | 20 июня 2001 года     | Пакистанская мусульманская лига (Н) |
| 10    |         | Первез Мушарраф پرویز مشرف Pervez Musharraf (1943—2023)                | 20 июня 2001 года     | 18 августа 2008 года  | Пакистанская мусульманская лига (К) |
| и. о. |         | Мохаммедмиан Сомро محمد میاں سومرو Muhammad Mian Soomro (род. в 1950)  | 18 августа 2008 года  | 9 сентября 2008 года  | Пакистанская мусульманская лига (К) |
| 11    |         | Асиф Али Зардари یوسف رضا گیلانی Yousaf Raza Gillani (род. в 1955)     | 9 сентября 2008 года  | 9 сентября 2013 года  | Пакистанская народная партия        |
| 12    |         | Мамнун Хусейн ممنون حسین Mamnoon Hussain (1940—2021)                   | 9 сентября 2013 года  | 9 сентября 2018 года  | Пакистанская мусульманская лига (Н) |
| 13    |         | Ариф Алви عارف الرحمان علوی Arif Alvi (род. в 1949)                    | 9 сентября 2018 года  | 10 марта 2024 года    | Движение за справедливость          |
| 14    |         | Асиф Али Зардари یوسف رضا گیلانی Yousaf Raza Gillani (род. в 1955)     | 10 марта 2024 года    | —                     | Пакистанская народная партия        |